# Rhizoglomus silesianum
Rhizoglomus silesianum – gatunek grzybów kłębiakowych (Glomeromycota).

## Systematyka
Pozycja w klasyfikacji według Index Fungorum: Rhizoglomus, Glomeraceae, Glomerales, Incertae sedis, Glomeromycetes, Glomeromycotina, Glomeromycota, Fungi.
Jest to gatunek opisany po raz pierwszy w 2019 roku przez zespół naukowców Błaszkowski, Niezgoda, Piątek, Magurno, Malicka, Zubek, Mleczko, Yorou, Jobim, Vista, Lima, Goto. 

## Charakterystyka
Gatunek wyizolowany został z materiałów pozyskanych na hałdzie kopalni węgla kamiennego Makoszowy i opisany w 2019 r. Może znaleźć praktyczne zastosowanie w rolnictwie, tworzy bowiem mykoryzę z korzeniami roślin polepszając ich rozwój. Może częściowo zastąpić nawozy sztuczne. Jego produkcja od zaszczepienia siewek roślin grzybem do namnożenia grzyba trwa ok. 3 miesięcy. W glebie rozmnaża się już sam. Ma też zdolności zapobiegania infekcjom grzybami pasożytniczymi, może więc bronić rośliny przed niektórymi przynajmniej groźnymi chorobami grzybowymi. Trwają prace nad jego praktycznym wykorzystaniem.